# رادار
رادار (به انگلیسی: Radar) یک دستگاه رادیویی است که برای مشاهده، تشخیص یا آشکارسازی اجسام و نیز اندازه‌گیری برخی ویژگی‌های آن‌ها به کمک موج‌های رادیویی به کار می‌رود. کاربرد اولیهٔ رادار و محل پیدایش و رشد آن در صنایع نظامی و هوانوردی بوده است. در صنایع نظامی، نقش اصلیِ یک سامانهٔ راداری، نظارت بر یک گسترهٔ بزرگ و تشخیص جسم‌های متحرک، ردیابی هدف‌ها و استخراج مشخصه‌هایی مانند فاصله، جهت، سرعت، ارتفاع و اندازهٔ هدف است. رادارهای نظامی برای کاربردهای نظارت، ردیابی هدف، هدایت و ناوبری، و دیدن از پشت موانع ساخته می‌شوند. کاربردهای غیرنظامیِ رادار در سیستم‌های تصویربرداری ماهواره‌ای، هدایت کشتی و هواپیما، هواشناسی، کنترل ترافیک و اتومبیل‌های هوشمند است.
رادار به‌طور مخفیانه برای کاربردهای نظامی توسط چندین کشور در دوره قبل و در طی جنگ جهانی دوم ساخته شد. یکی از پیشرفت‌های کلیدی در ساخت رادار، اختراع مگنترون‌ها در انگلیس بود که اجازه ساخت سیستم‌هایی نسبتاً کوچک با رزولوشن زیر یک متر را فراهم کرد. 
اصطلاح RADAR در سال ۱۹۴۰ توسط نیروی دریایی ایالات متحده آمریکا به عنوان سرواژه عبارت "RAdio Detection And Ranging" به معنای آشکارسازی و فاصله‌یابی رادیویی ابداع شد. اصطلاح radar از آن زمان به بعد به عنوان یک اسم متداول وارد انگلیسی و زبان‌های دیگر شده و دیگر با حروف بزرگ نوشته نمی‌شود.
کاربردهای مدرن رادار بسیار متنوع است، از جمله: کنترل ترافیک هوایی و زمینی، نجوم راداری، سامانه‌های پدافند هوایی، سیستم‌های ضد موشک، رادارهای دریایی برای تعیین نشان‌ها و سایر کشتی‌ها، سیستم‌های ضد برخورد هواپیما، سیستم‌های نظارت بر اقیانوس‌ها، نظارت بر فضای خارج از اتمسفر و سیستم‌های پهلوگیری فضایی، پایش بارندگی هواشناسی، ارتفاع سنجی و سیستم‌های کنترل پرواز، سیستم‌های مکان‌یابی موشک هدایت شونده، اتومبیل‌های خودران و رادار زمین نفوذ برای مشاهدات زمین‌شناسی. سیستم‌های راداری با تکنولوژی پیشرفته با پردازش سیگنال دیجیتال، و یادگیری ماشین همراه هستند و قادر به استخراج اطلاعات مفید از سطح نویز بسیار بالا می‌باشند.
سایر سیستم‌های مشابه رادار از قسمت‌های دیگر طیف الکترومغناطیسی استفاده می‌کنند. یک مثال LIDAR است که بیشتر از نور مادون قرمز لیزر استفاده می‌کند تا امواج رادیویی. انتظار می‌رود با ظهور وسایل نقلیه بدون راننده، رادار به سیستم عامل خودکار برای نظارت بر محیط خود کمک کند، تا از حوادث ناخواسته جلوگیری کند.

## ویژگی‌ها

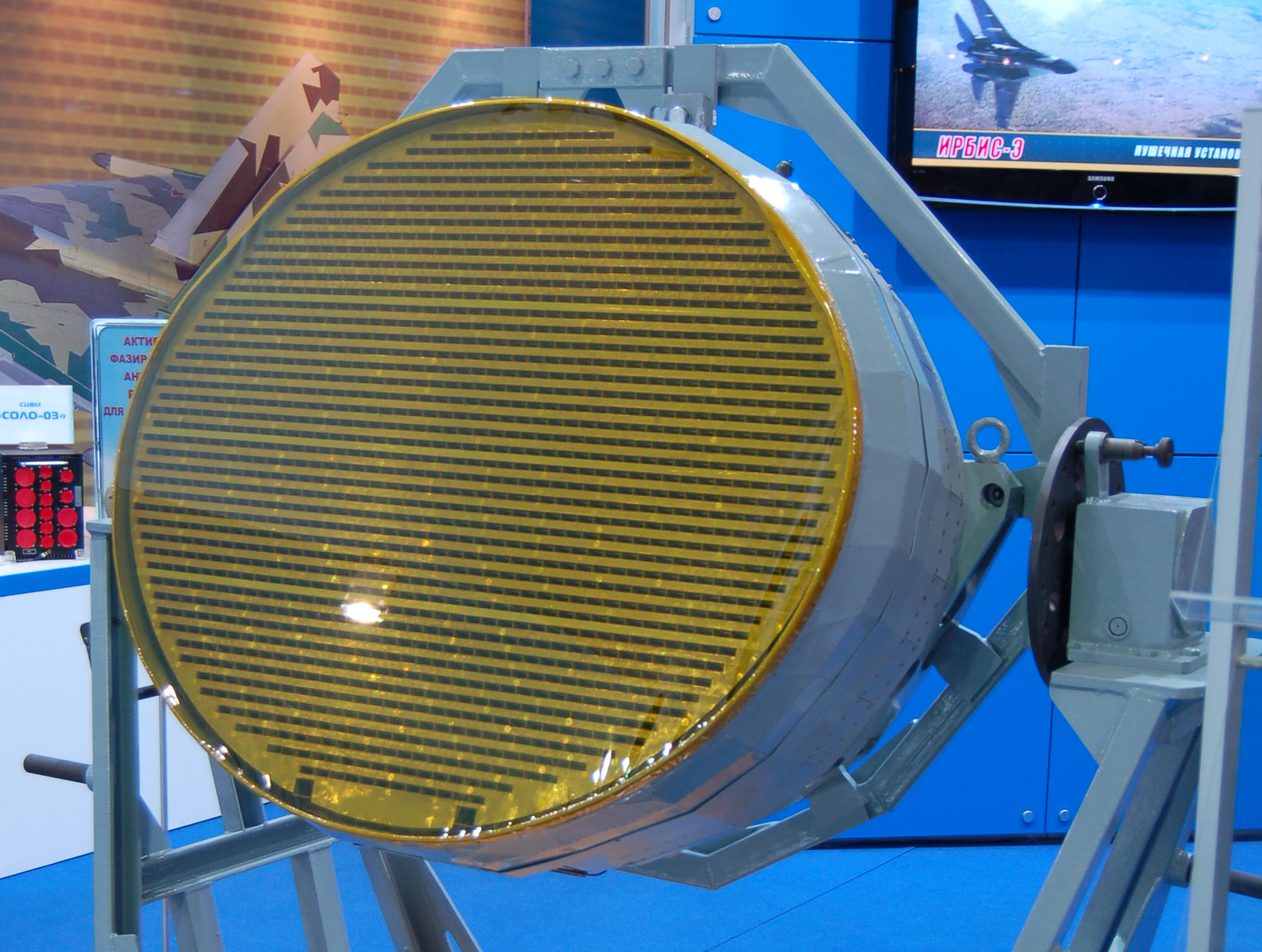
رادار N036-1-01-X-band یک رادار آرایه فازی اسکن الکترونیکی که بر روی نمونه اولیه یک جنگنده Sukhoi Su-57 نصب شده است. (سال ۲۰۰۹)

رادار، با ارسال و دریافت موج‌های رادیویی کار می‌کند. هدف‌هایی که رادار تشخیص می‌دهد، معمولاً هدف‌های فلزّی یا اجسامی با انعکاس زیاد امواج رادیویی هستند. ویژگی‌های رادار نسبت به دید چشمی:
- بُرد زیاد
- وابسته نبودن به نور
- عبور موج‌ها از مانع‌ها؛ مانند مه، باران، برف
- اندازه‌گیری دقیق مشخّصه‌هایی مانند فاصله، ارتفاع و سرعت
- کار در باندهای فرکانسی مختلف[نیازمند منبع]

اگر جسمی نسبت به طول موج امواج رادار کوچکتر باشد، آشکار نخواهد بود؛ بنابراین از امواج با فرکانس بالاتر و در نتیجه طول موج پایین‌تر استفاده می‌شود تا اجسام با ابعاد کوچک‌تر نیز آشکار شوند.

## عملکرد
رادار، ابتدا موج‌های خود را توسط فرستنده(Transmitter) تولید کرده و توسط آنتن فرستنده آنرا می‌گسیلد و در صورتی که مانعی مانند یک شیء پرنده در آسمان، مقابل موج‌های گسیلیده قرار داشته باشد، موج‌های ضعیف‌تری را بازمی‌تاباند. اگر آنتن گیرنده رادار، مقداری از این موج‌ها را دریافت کند، گیرنده(Reciever) موج را از طریق آنتن گیرنده دریافت کرده و پردازشگر می‌تواند مشخصات شیء مانند فاصله را با ضرب سرعت موج در مدت زمان دریافت موج، محاسبه کند.

### گسترهٔ دید رادار
فرستنده رادار، مدت زمانی را به انتشار موج‌ها اختصاص می‌دهد (در رادارهای پالسی) و بخش گیرندهٔ رادار عمل نمی‌کند. اگر جسمْ مقابل رادار، چنان نزدیک باشد که در همین مدت، موج‌های بازتابیده به آنتن رادار برخورند، رادار متوجه نخواهد شد. اگر جسم چنان دور باشد که دیگر موج‌های بازتابی آن پس از مدت زمان دریافت به رادار برسند نیز رادار تشخیص نمی‌دهد.

## انواع رادار از نظر ارسال موج
- رادار پالسی (تپی)
- رادار موج پیوسته، مانند سینوسی یا با مدولاسیون FM

## معادلهٔ رادار یکجا
رادار یکجا، راداری است که آنتن گیرنده و فرستنده‌اش در یکجا باشند و اغلب آنتن گیرنده و فرستنده در این گونه رادار، یکیست. معادلهٔ رادار یکجا اصولی‌ترین معادله برای شناختن اغلب سامانه‌های راداری است.
{\displaystyle P_{r}={{PtGtAr\sigma } \over {{(4\pi )}^{2}R_{t}^{4}}}}
Pr: توانی است (با یکای «وات») که آنتن گیرنده پس از فرستادن موج پس می‌گیرد.
- Gt: بهرهٔ تقویت آنتن فرستنده است.
- Ar: مساحت مؤثر آنتن گیرنده است و با مساحت فیزیکی بدنی آنتن، فرق دارد.
- σ: سطح مقطع راداری (در انگلیسی Radar Cross Section یا RCS می‌گویند) و پراگندگی نیروی برگشت از هدف، تقسیم بر نیروی فرستاده بر هدف است.
- Rt: دوری هدف است که با یکای «متر» سنجیده می‌شود.

## کاربردها

آنتن غیرنظامی رادار دریایی. این آنتن دوار پرتویی فن-شکل و عمودی تابش می‌کند.

اطلاعات ارائه شده توسط رادار شامل جهت و بردِ جسم از اسکنر رادار است (یعنی موقعیت). به همین دلیل در کاربردهای مختلفی که نیاز به موقعیت‌یابی بسیار مهم است، استفاده می‌شود. اولین استفاده از رادار برای اهداف نظامی بود: مکان‌یابی اهداف هوایی، زمینی و دریایی. این امر در زمینه غیرنظامی به کاربرد در هواپیما، کشتی و اتومبیل تبدیل شد.

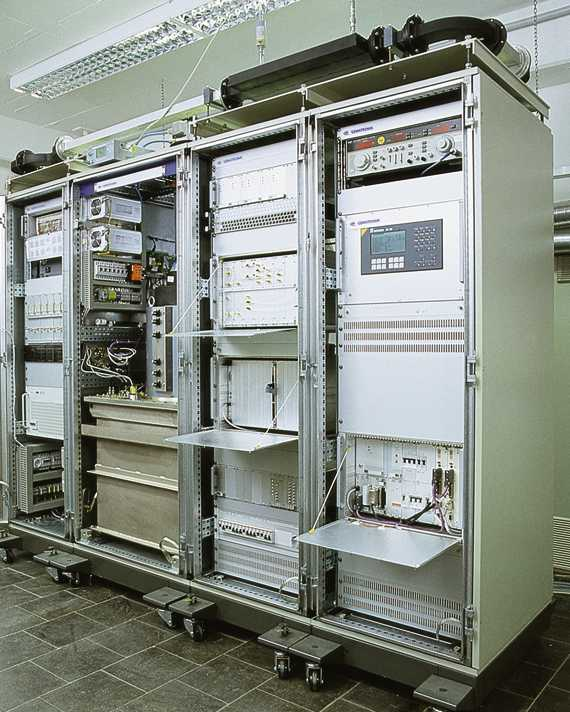
فرستنده، گیرنده و پردازشگر سیگنال رادار قطبی هوا Meteor 1500 S

در هوانوردی، هواپیماها می‌توانند به رادارهایی مجهز شوند که نزدیک شدن هواپیما یا سایر موانع موجود در مسیر را به آنها هشدار دهند، یا اطلاعات آب و هوایی یا ارتفاع دقیق را نشان دهند. اولین رادار تجاری نصب شده در هواپیما، واحدی ساخته شده توسط آزمایشگاه بل در سال ۱۹۳۸ بود که بر روی تعدادی از هواپیماهای یونایتد ایرلاینز نصب شد.
- نظارت و رهگیری هواپیماها و موشک‌ها
- نظارت و رهگیری هدف‌های دریایی یا زمینی
- نظارت و رهگیری جسم‌های فضایی
- هواشناسی
- اندازه‌گیری سرعت ترابرها
- رادار دهانه-ترکیبی برای تصویر دو-بعدی و سه-بعدی
- یافتن مین در زمین
- فرود (برای نمونه برای هواپیما) دقیق
- عکس‌برداری از دیگر کره‌ها با رادار تصویری
- پرهیز از تصادف
- یافتن آب در منطقه‌های شنزار و خشک
- نظارت بر هدف‌های جنبنده در زمین
- نظارت بر هدف‌های جنبنده در منطقه‌های پُردرخت
- نقشه‌برداری